# Monty Norman
Pour les articles homonymes, voir Norman.
Monty Norman est un chanteur et compositeur de musique de film britannique né le 4 avril 1928 à Londres, quartier de Stepney, et mort le 11 juillet 2022 à Slough.
Il est connu principalement comme créateur du James Bond Theme.

## Biographie
De son vrai nom Monty Noserovitch, il est le fils d'Abraham Noserovitch, un ébéniste d'origine juive venu de Lettonie avec ses parents, et  Ann Berlyn, couturière. Il grandit dans l'East End et se fait remarquer dans des concours de chant amateur. À seize ans, il s'achète une guitare Gibson et prend des cours avec Bert Weedon, tout en travaillant sa voix avec Lawrence Leonard.
Il entame une carrière de chanteur au milieu des années 1950 avec notamment les orchestres de Cyril Stapleton, Stanley Black et Ted Heath. Il se produit aussi dans des émissions de variétés, à la télévision et à la radio, auprès de comiques célèbres tels que Benny Hill, Harry Secombe, Peter Sellers, Spike Milligan et Tony Hancock.
Il écrit parallèlement des chansons pop pour lui et d'autres artistes et lorsqu'une de ses chansons, False Hearted Lover, devient un succès international, il décide de devenir un compositeur à plein temps. En 1958, il co-écrit dans la foulée les paroles et la musique de la comédie musicale Expresso Bongo (en),celles de la comédie musicale Make Me an Offer et l'adaptation anglaise de la comédie musicale Irma la Douce, mise en scène de Peter Brook, qui se joue avec succès cinq ans durant à Londres.
Son style moderne, parfois expérimental, séduit Albert Broccoli et Harry Saltzman qui l'invitent sur le tournage de Dr No à la Jamaïque pour enregistrer des musiques locales. Il compose parallèlement un morceau de bongo et guitare électrique qu'il appelle The James Bond Theme. Les producteurs font par la suite appel à John Barry pour personnaliser le thème, retravaillant la quasi-totalité des éléments de la version originale de manière plus dynamique. Barry revendiquera plus tard la paternité de l’œuvre mais c'est Monty Norman qui apparaît au générique et perçoit les droits. De même, en mars 2001, il remporte le procès qui l'oppose au Sunday Times par rapport à un article paru en 1979 indiquant qu'il n'était pas l'auteur du James Bond Theme. Le jury accorde 30 000 £ de dommages et intérêts au compositeur.
Il meurt le 11 juillet 2022 « des suites d'une courte maladie »,.

### Vie privée
Monty Norman a été marié en premières noces à l'actrice et chanteuse Diana Coupland (en). Le couple a eu une fille avant de divorcer en 1980. Il a épousé en 2000 Rina Caesari.

## Œuvres

### Comédies musicales
- Expresso Bongo (1958)
- Make Me an Offer (1958)
- Irma La Douce (1958)
- The Art of Living (revue, 1960)
- Belle or the Ballad of Dr. Crippen (1961)
- The Perils of Scobie Prilt (1963)
- Pinkus (1967)
- Quick, Quick, Slow (1969)
- Stand and Deliver (1972)
- So Who Needs Marriage? (1975)
- Songbook (1979-1981)
- Poppy (1982-1983)
- Pinocchio (1988)

### Chansons
- False Hearted Lover

### Musiques de film
- Les Deux Visages du Docteur Jekyll (1960)
- Le Jour où la Terre prit feu (1961)
- James Bond Theme, dans Dr No  (1962)
- Call Me Bwana (1963)
- Dickens of London (mini-série, 1976)

## Distinctions

### Récompenses
- Ivor Novello Awards 1980 : Meilleure comédie musicale britannique pour Songbook, partagé avec Julian More (en)
- SWET Awards 1982 : Meilleure comédie musicale pour Poppy
- Ivor Novello Awards 1984 : Golden Badge

### Nominations
- Tony Awards 1981 : Meilleur livret de comédie musicale pour Songbook, partagé avec Julian More
- Ivor Novello Awards 1982 : Meilleure comédie musicale britannique pour Poppy